# Castillo Eisenhardt
El castillo Eisenhardt está situado en una colina en la región de High Fläming, en el extremo suroeste de la ciudad de Bad Belzig, en el distrito de Potsdam-Mittelmark de Brandenburgo. La colina en la que se encuentra el castillo se llama Bricciusberg. A unos 50 metros al suroeste del castillo está la pequeña iglesia de San Briccio y un gran bosque está a su lado.
Durante la Guerra de los Treinta Años, el edificio fue severamente dañado por las tropas suecas en 1636. Su restauración no comenzó hasta la década de 1680 bajo el mandato del Elector Johann Georg III. Tras la finalización de los trabajos de restauración, Johann Georg III Eisenhardt volvió a dedicar el edificio en 1691.
Durante la época de la República Democrática Alemana se alojaron una escuela de formación profesional, una escuela especial y una cocina escolar. Además, las habitaciones se utilizaron como albergue juvenil y escuela de música. Otras instalaciones fueron un club juvenil, la oficina de registro de la ciudad de Belzig, un museo de historia local y una estación de jóvenes naturalistas y técnicos.
Hoy en día el castillo alberga, entre otras cosas, un museo de historia local, una sucursal de la oficina de registro de la ciudad de Bad Belzig, una biblioteca centrada en la historia del castillo y un hotel. Desde 1998, la banda Keimzeit ha dado regularmente conciertos al aire libre en el patio del castillo durante el verano. 